# پال مرسیه (بازیگر)
پال مرسیه (انگلیسی: Paul Mercier؛ زادهٔ ۱۳ ژوئیهٔ ۱۹۶۲) بازیگر، صداپیشه، کارگردان و فیلم‌نامه‌نویس اهل ایالات متحده آمریکا است. وی از سال ۱۹۹۰ میلادی تاکنون مشغول فعالیت بوده‌است. او بیشتر برای صداگذاری شخصیت لیان اسکات کندی در رزیدنت ایول ۴، رزیدنت ایول: تاریخچه تاریکی و رزیدنت ایول: تباهی شناخته می‌شود.